# Saison 1914-1915 de la Juventus FC
Maillots
Chronologie
Saison précédente Saison suivante
La saison 1914-1915 du Foot-Ball Club Juventus est la seizième de l'histoire du club, créé dix-huit ans plus tôt en 1897.
Le club turinois participe ici à la 18e édition du championnat d'Italie (appelé alors à l'époque la Première catégorie, ancêtre de la Serie A).

## Historique
Au cours de cette nouvelle saison, débutant au mois d'octobre, soit deux mois après le début de la Première Guerre mondiale, à laquelle l'Italie n'avait à l'époque pas encore pris part, le FBC Juventus tente de continuer sur sa lancée et de progresser par rapport à la saison précédente.
Emmené par Giuseppe Hess comme président, l'effectif est pour la première fois depuis 1901 composé exclusivement de joueurs italiens, effectif où l'on note l'arrivée de Vittorio Faroppa et Michele Rosa comme nouveaux gardiens de but, de Luigi Baldi comme nouveau défenseur, de Biagio Goggio, Gamberini et de Lora comme nouveaux milieux, ainsi que de Pierino Sodano et de Gaido comme nouveaux attaquants.
La Juventus s'inscrit donc dans les éliminatoires piémontais (appelés Eliminatorie Piemonte) et est placée dans le groupe B, celui du Piémont central, les clubs piémontais étant beaucoup trop nombreux pour tous jouer ensemble. Cette Juve ouvre donc le bal de la 1re journée à Alexandrie le dimanche 4 octobre 1914 et écrase d'entrée son adversaire, l'US Valenzana par 9-0 (triplé de Dalmazzo, doublés de Marchisio et Sodano, et des buts de Goggio et Boglietti I), égalant son record de la plus lourde victoire datant de la saison dernière. La société bianconera, pourtant bien partie, est battue la semaine suivante par 3 à 2 contre le club du Vigor Torino (malgré un doublé de Borel), puis se ressaisit en humiliant son voisin du Piemonte Football Club par 8 buts à 1 le 18 octobre (avec deux triplés de Sodano et Marchisio et des réalisations de Collino et Bona). La Juve continue ensuite sa série de succès (et enchaîne les gros scores 4-0, 6-0, 3-0, 6-2), mais perd son très important Derby della Mole contre le FBC Torino lors de l'avant-dernière journée par 7 buts à 2 (Giriodi et Boglietti I sauvèrent toutefois l'honneur). À la 10e et dernière journée, les bianconeri remportent facilement le match 5-0 sur le Veloces Biella (avec des buts de Dalmazzo, Meola contre son camp, Bona et Sodano), ce qui les firent finir à la seconde place du classement éliminatoire, les qualifiant pour les phases de demi-finales du championnat.
Un peu plus d'un mois plus tard, les juventini jouent leur demi-finale dans le groupe A, le dimanche 10 janvier 1915 contre son vieil ennemi ligure du Genoa CFC. Le club juventino s'incline une fois de plus contre sa bête noire par 4 à 0 sur leurs terres. La Juve remporte ensuite ses 4 matchs suivants, les deux aller-retour contre l'AS Casal et Venise (dont le match aller fut remporté par forfait), puis reperd le match retour à domicile lors de la 10e et ultime journée contre les génois 5 buts à 2 (avec des buts juventini de Giriodi et Baldi). Avec huit points et finissant 2e derrière les Grifone du Genoa, la Juve s'arrête donc aux portes du tour final, avec une performance moindre que l'année précédente, mais tout de même encourageante.
Pour ce dernier campionato italiano d'avant-guerre pour les italiens, le club du Piémont tend à se réimposer parmi les gros clubs du nord, notamment grâce à ses buteurs prolifiques, comme Pierino Sodano (meilleur buteur du club avec onze buts) ou encore Ernesto Boglietti (avec dix buts). Le royaume d'Italie entre en guerre environ un mois après le dernier match de la Juventus, posant quelques problèmes par la suite quant à certains joueurs, qui durent partir au front.

## Déroulement de la saison

### Résultats en championnat

#### Éliminatoires du Piémont central
| dimanche 4 octobre 1914 1re journée | Valenzana | 0 - 9                                                | Juventus | Valenza Arbitre : Pippo |
| dimanche 4 octobre 1914 1re journée |           | Dalmazzo · Marchisio · Sodano · Goggio · Boglietti I |          | Valenza Arbitre : Pippo |

| dimanche 11 octobre 1914 2e journée | Vigor Torino                             | 3 - 2 | Juventus      | Stadio di Corso Sebastopoli, Turin 14h45 Arbitre : Laugeri |
| dimanche 11 octobre 1914 2e journée | De Ambrosiis 35e · Bodo 55e · Sandri 90e |       | 44e 65e Borel | Stadio di Corso Sebastopoli, Turin 14h45 Arbitre : Laugeri |

| dimanche 18 octobre 1914 3e journée | Juventus                                                        | 8 - 1 | Piemonte   | Stadio di Corso Sebastopoli, Turin Arbitre : Gera |
| dimanche 18 octobre 1914 3e journée | Sodano 1re 36e 50e · Marchisio 12e 30e 76e · Collino 20e · Bona |       | 7e Boggero | Stadio di Corso Sebastopoli, Turin Arbitre : Gera |

| dimanche 25 octobre 1914 4e journée | Torino       | 1 - 1 | Juventus    | Campo Stradale Stupinigi, Turin Arbitre : Pasteur |
| dimanche 25 octobre 1914 4e journée | Mosso II 88e |       | Boglietti I | Campo Stradale Stupinigi, Turin Arbitre : Pasteur |

| dimanche 1er novembre 1914 5e journée | Veloces Biella | 0 - 4            | Juventus | Biella Arbitre : Pedroni |
| dimanche 1er novembre 1914 5e journée |                | Buteurs inconnus |          | Biella Arbitre : Pedroni |

| dimanche 8 novembre 1914 6e journée | Juventus                                            | 6 - 0 | Valenzana | Stadio di Corso Sebastopoli, Turin Arbitre : Masperi |
| dimanche 8 novembre 1914 6e journée | Sodano 21e 35e 89e · Dalmazzo 25e · Giriodi 52e 55e |       |           | Stadio di Corso Sebastopoli, Turin Arbitre : Masperi |

| dimanche 15 novembre 1914 7e journée | Juventus                        | 3 - 0 | Vigor Torino | Stadio di Corso Sebastopoli, Turin Arbitre : Mauro |
| dimanche 15 novembre 1914 7e journée | Boglietti I 5e 10e · Sodano 75e |       |              | Stadio di Corso Sebastopoli, Turin Arbitre : Mauro |

| dimanche 22 novembre 1914 8e journée | Piemonte              | 2 - 6 | Juventus                                                                 | Campo di Villa Rignon, Turin Arbitre : Pippo |
| dimanche 22 novembre 1914 8e journée | Gaia 70e · Stoppa 83e |       | 30e Collino · 32e Bona · 43e Sodano · 51e 75e Boglietti I · 80e Dalmazzo | Campo di Villa Rignon, Turin Arbitre : Pippo |

| dimanche 29 novembre 1914 9e journée | Juventus                      | 2 - 7 | Torino                                                                | Stadio di Corso Sebastopoli, Turin Arbitre : Pedroni |
| dimanche 29 novembre 1914 9e journée | Giriodi 30e · Boglietti I 32e |       | 14e 74e Debernardi · 17e 73e Mosso III · 23e 24e Tirone · 85e Mosso I | Stadio di Corso Sebastopoli, Turin Arbitre : Pedroni |

| dimanche 6 décembre 1914 10e journée | Juventus                                                                    | 5 - 0 | Veloces Biella | Stadio di Corso Sebastopoli, Turin Arbitre : Brunetti |
| dimanche 6 décembre 1914 10e journée | Dalmazzo 15e 60e · Sodano Modèle:Goal43 · Bona 62e (pen.) · Meola 85e (csc) |       |                | Stadio di Corso Sebastopoli, Turin Arbitre : Brunetti |

##### Classement
|  |    | Éliminatoires Piémont central - groupe B | Pts | MJ | V | N | D | BP | BC | Dif |
|  | -- | ---------------------------------------- | --- | -- | - | - | - | -- | -- | --- |
|  | 1. | Torino                                   | 19  | 10 | 9 | 1 | 0 | 37 | 8  | +29 |
|  | 2. | Juventus                                 | 15  | 10 | 7 | 1 | 2 | 46 | 14 | +32 |
|  | 3. | Veloces Biella                           | 14  | 10 | 7 | 0 | 3 | 27 | 20 | +7  |

#### Demi-finales nationales
| dimanche 10 janvier 1915 1re journée | Genoa                                                       | 4 - 0 | Juventus | Stadium Piazza Verdi, Gênes Arbitre : Pedroni |
| dimanche 10 janvier 1915 1re journée | De Vecchi 6e (pen.) · Benvenuto 38e · Sardi 52e · Magni 60e |       |          | Stadium Piazza Verdi, Gênes Arbitre : Pedroni |

| dimanche 17 janvier 1915 2e journée | Juventus                            | 4 - 2 | Casale                      | Stadio di Corso Sebastopoli, Turin Arbitre : Terzuolo |
| dimanche 17 janvier 1915 2e journée | Boglietti I 1re 9e 43e · Goggio 61e |       | 12e Parodi · 44e Bertinotti | Stadio di Corso Sebastopoli, Turin Arbitre : Terzuolo |

| dimanche 7 février 1915 3e journée | Juventus | 2 - 0 victoire par forfait | Venise |  |
| dimanche 7 février 1915 3e journée |          |                            |        |  |

| dimanche 7 mars 1915 5e journée | Venise                         | 2 - 5 | Juventus                                  | Campo Sportivo Sant'Elena, Venise 14h30 |
| dimanche 7 mars 1915 5e journée | Storto 10e · Bigatto 81e (csc) |       | Boglietti II · Bona 55e 72e · Giriodi 40e | Campo Sportivo Sant'Elena, Venise 14h30 |

| dimanche 21 mars 1915 6e journée | Juventus                | 2 - 5 | Genoa                                                 | Stadio di Corso Sebastopoli, Turin Arbitre : Pedroni |
| dimanche 21 mars 1915 6e journée | Giriodi 12e · Baldi 82e |       | 40e 78e 80e Santamaria · 64e Mariani · 88e Berardo II | Stadio di Corso Sebastopoli, Turin Arbitre : Pedroni |

| dimanche 28 mars 1915 4e journée | Casale     | 1 - 2 | Juventus               | Casale Monferrato Arbitre : Terzuolo |
| dimanche 28 mars 1915 4e journée | Mattea 19e |       | 36e Giriodi · 86e Bona | Casale Monferrato Arbitre : Terzuolo |

##### Classement
|  |    | Demi-finale - groupe A | Pts | MJ | V | N | D | BP | BC | Dif |
|  | -- | ---------------------- | --- | -- | - | - | - | -- | -- | --- |
|  | 1. | Genoa                  | 10  | 6  | 5 | 0 | 1 | 25 | 5  | +20 |
|  | 2. | Casale                 | 8   | 6  | 4 | 0 | 2 | 9  | 9  | 0   |
|  | 3. | Juventus               | 6   | 6  | 3 | 0 | 3 | 13 | 15 | -2  |

### Matchs amicaux
| dimanche 6 septembre 1914 | Inter                                 | 8 - 2 | Juventus         | Milan |
| dimanche 6 septembre 1914 | Cevenini III · Agradi · Crotti · Aebi |       | Buteurs inconnus | Milan |

| dimanche 13 décembre 1914 | Pro Vercelli     | 4 - 2 | Juventus         |  |
| dimanche 13 décembre 1914 | Buteurs inconnus |       | Buteurs inconnus |  |

| dimanche 20 décembre 1914 | Vigor Torino | score inconnu | Juventus | Turin |
| dimanche 20 décembre 1914 |              |               |          | Turin |

| dimanche 4 avril 1915 | Juventus et Torino | 1 - 0 | BSC Young Boys |  |
| dimanche 4 avril 1915 |                    |       |                |  |

#### Coppa dei Presidenti
| dimanche 18 avril 1915 | Alexandrie | 0 - 0 | Juventus |  |
| dimanche 18 avril 1915 |            |       |          |  |

| dimanche 25 avril 1915 | Juventus         | 3 - 3 | Casale           |  |
| dimanche 25 avril 1915 | Buteurs inconnus |       | Buteurs inconnus |  |

| dimanche 2 mai 1915 | Pro Vercelli | score inconnu | Juventus |  |
| dimanche 2 mai 1915 |              |               |          |  |

| dimanche 9 mai 1915 | Juventus       | 1 - 1 | Alexandrie     |  |
| dimanche 9 mai 1915 | Buteur inconnu |       | Buteur inconnu |  |

| dimanche 16 mai 1915 | Casale           | 3 - 1 | Juventus       |  |
| dimanche 16 mai 1915 | Buteurs inconnus |       | Buteur inconnu |  |

## Effectif du club
Effectif des joueurs du Foot-Ball Club Juventus lors de la saison 1914-1915.

## Buteurs
| 11 buts - Pierino Sodano - Ernesto Boglietti 7 buts - Benigno Dalmazzo - Lorenzo Valerio Bona 6 buts - Giuseppe Giriodi | 5 buts - Marchisio 2 buts - Ernesto Borel - Sandro Collino - Biagio Goggio 1 but - Luigi Baldi |